# Лондон, Ной Моисеевич
Ной Моисеевич Лондон (17 мая 1888, Упирово Кобринского уезда Гродненской губернии — 9 декабря 1937, Москва) — еврейский писатель, журналист и инженер, редактор.

## Биография
Родился в семье сельского кузнеца. Получил традиционное еврейское религиозное образование в хедере и иешиве в Вильно. В 1905 в Вильно примкнул к сионистской социалистической партии, затем перешёл в Бунд, был арестован за участие в революционном движении. В 1909 служил в армии. В 1910 эмигрировал в США. Работал подмастерьем. В 1915 окончил инженерное училище, работал в городском управлении Нью-Йорка, участвовал в социалистическом движении. Принимал участие в работе Еврейской социалистической федерации.
Его журналистская деятельность началась в еженедельном издании «Ди найе велт». Редактировал в Нью-Йорке ряд еврейских левых изданий «Дер камф», «Дер пролетариер» (1925). С момента основания ежедневной коммунистической газеты «Ди фрайхайт», был редактором рабочего отдела. Печатался в «Дер эмес», в харьковской газете «Дер штерн».
В конце 1920-х вернулся в СССР, работал инженером. В 1930 им была опубликована брошюра о поездке с американской экспедицией в Биробиджан.
До ареста — заместитель начальника Главнефти Наркомата тяжелой промышленности СССР. Расстрелян в Москве 9 декабря 1937 года.
Жена — Лондон Мария Ефимовна (1891 — 19 декабря 1949), была осуждена на 8 лет, отбывала срок в Акмолинском лагерном спецотделении. Покончила жизнь самоубийством, так как боялась, что её снова арестуют.